# Дмитрашко-Райча, Родион Григорьевич
Родион Григорьевич Дмитрашко-Райча реже Думитрашко (укр. Родіон Дмитрашко-Райча; ? — † ок. 1705) — переяславский и брацлавский полковник Войска Запорожского.

## Биография
Год рождения неизвестен; умер около 1705 года, в глубокой старости. По происхождению серб, Дмитрашко, обычно подписывался Райче или Райча (вместо Родиона). Впервые появился на Украине летом 1665 года в сопровождении 500 человек «товарищества хоругвей волоских». В это время там велись постоянные войны между Москвой, Польшей и крымскими татарами. Дмитрашко примкнул к Москве и в то же лето оказал ей две важные услуги: во-первых, он перехватил письма, отправленные желавшим поднять смуту и захватить при помощи поляков гетманство, полковника Степана Опары к польскому королю, и во-вторых, — отстоял осажденное гетманом Дорошенко важное в стратегическом отношении местечко Рашково, над рекой Днестр, которое потом обратил для себя в опорный пункт.
Осенью 1665 года Дмитрашко присягнул московскому государю и, по требованию гетмана Брюховецкого, наказал отпавший от Москвы город Гомель и расположился в окрестностях Борисполя и Остра «следить за неприятелем». Последний не замедлил явиться, и в происшедшей под Переяславлем битве Дмитрашко был разбит и взят в плен.
Вернувшись из плена через год, он укрепил город Золотоноша и, затем объявленный переяславским полковником, поселился в местечке Барышевке. Когда Брюховецкий задумал изменить Москве, Дмитрашко, вероятно, был на его стороне, и из-за обстоятельств, последовавших после смерти гетмана, оказался в затруднительном положении. Он решил держаться особняком и, призвав до 20 тысяч татар, дважды подступал к Киеву, желая отнять его у Москвы. Но вскоре перевес, оказавшийся на стороне Москвы, заставил его снова присягнуть московскому государю (в 1669 году), после чего он оставался все время ему верным, несмотря на все льстивые приглашения какие ему делал Дорошенко.
Первое время Дмитрашко, продолжая следить из своей Барышевки за неприятелем и доносить обо всем происходящем на другой стороне Днепра, жил с гетманом в ладах, но потом отношения их изменились: придравшись к его отказу явиться в Батурин, гетман Многогрешный с большим отрядом подступил к Барышевке, заковал в цепи винившегося перед ним Дмитрашко и увез в Батурин. Здесь, впрочем, он позволил ему жить на свободе и даже «гостился» с ним. Вскоре, однако, Дмитрашко принял участие в низложении задумавшего измену Брюховецкого, первым известил об этом князя Ромодановского и получил от царя богатые дары.
В течение 1672—1673 гг. он продолжал своё дело наблюдения за врагами и, между прочим, принимал участие в миссии московского дипломата, подьячего Щеголева — переманить на сторону Москвы каневского полковника Лизогуба.
В 1674 году, когда двинулись на Дорошенко московские и гетманские войска, Дмитрашко стоял во главе отдельного 20 тысячного отряда (Переяславский, Полтавский, Миргородский, Гадяцкий и Лубенский полки), с титулом наказного гетмана, и успешно защищал от неприятелей поднестровский край. Несмотря на это, гетман Самойлович за что-то лишил его полковничества (в августе 1674 года). Мстительный Дмитрашко дважды принимал участие в заговорах против гетмана (1676—1682 гг.) и во второй раз, подозреваемый в сношениях с поляками, был приговорён к смертной казни, которая и была назначена на 5 февраля 1683 года. Но он как-то избег её и, участвуя в 1687 году в походе князя B. B. Голицына против крымских татар (Крымские походы 1687, 1689), помог падению своего врага-гетмана.
Новый гетман, Мазепа, заискивал перед богатым, храбрым и влиятельным полковником и отправил его в Москву с каким-то поручением (в 1688 году);
В 1689 году Дмитрашко ездил в Москву от Переяславского полка в составе делегации из 26 человек, сопровождая гетмана Мазепу.
После этого Дмитрашко сходит с политической арены, и последующие упоминания о нём указывают лишь на его благотворительную и церковностроительную деятельность.
В 1680—1690 гг. отстраивал Золотоношский Красногорский монастырь. В начале 1690-х гг. основал село Бакумовка и построил в нём церковь.